# مطار محمد الخامس الدولي
مطار محمد الخامس الدولي (إياتا: CMN، إيكاو: GMMN) هو مطار دولي يخدم مدينة الدار البيضاء. يحتل المطار المرتبة الأولى في المغرب والمرتبة الخامسة في إفريقيا من حيث عدد المسافرين، كما يعتبر مركز العمليات الرئيسي لشركة الطيران الوطنية الخطوط الملكية المغربية. وسُمي بهذا الاسم نسبة لملك المغرب الراحل محمد الخامس.
يتوفر المطار على مدرجين بطول 3720 متر وبعرض 45 متر، وتبلغ مساحة مواقف الطائرات 000 250 متر مربع تتسع لـ 64 طائرة، بما فيها 11 طائرة كبيرة الحجم، فيما يبلغ عدد الممرات التلسكوبية 10 ممرات. كما يتوفر المطار على شبكة الواي فاي مجاناً لجميع المسافرين.

## تاريخ
المطار بناه الأميركيون أوائل عام 1943 في الحرب العالمية الثانية كمطار فرعي لمطار الدار البيضاء آنفا وكان اسمه مطار برشيد. دعم المطار القوات المتحالفة في حملة شمال أفريقيا في مهام استطلاع تصويري مع طائرات لوكهيد بي-38 لايتنغ وبي 51 موستانغ فوق أراضي احتلتها ألمانيا النازية ومهام ضد الغواصات في المحيط الأطلسي. بعد الحرب سلم المطار إلى الحكومة المدنية.
افتتحت القاعدة مجددا أوائل الخمسينات في ظل الحرب الباردة باسم قاعدة النواصر الجوية. أدارتها القيادة الجوية الإستراتيجية التابعة للقوات الأميركية الجوية مسبقا، لتهجيز الطائرات القاذفة الأميركية مثل بوينغ بي-47 ستراتوجت ضد الاتحاد السوفيتي.
وافقت الحكومة الأميركية على مغادرة القاعدة ديسمبر 1959 وفق مطالب حكومة محمد الخامس وخرجت كليا من القاعدة ديسمبر 1963.
في سبتمبر 2019، افتتح بالمطار منطقة جوازات خاصة بوصول حاملي جوازات السفر المغربية، وفي نفس الشهر تم إعفاء جميع المسافرين من إجراءات ملئ بطاقات الوصول أو المغادرة.

## المحطات الجوية

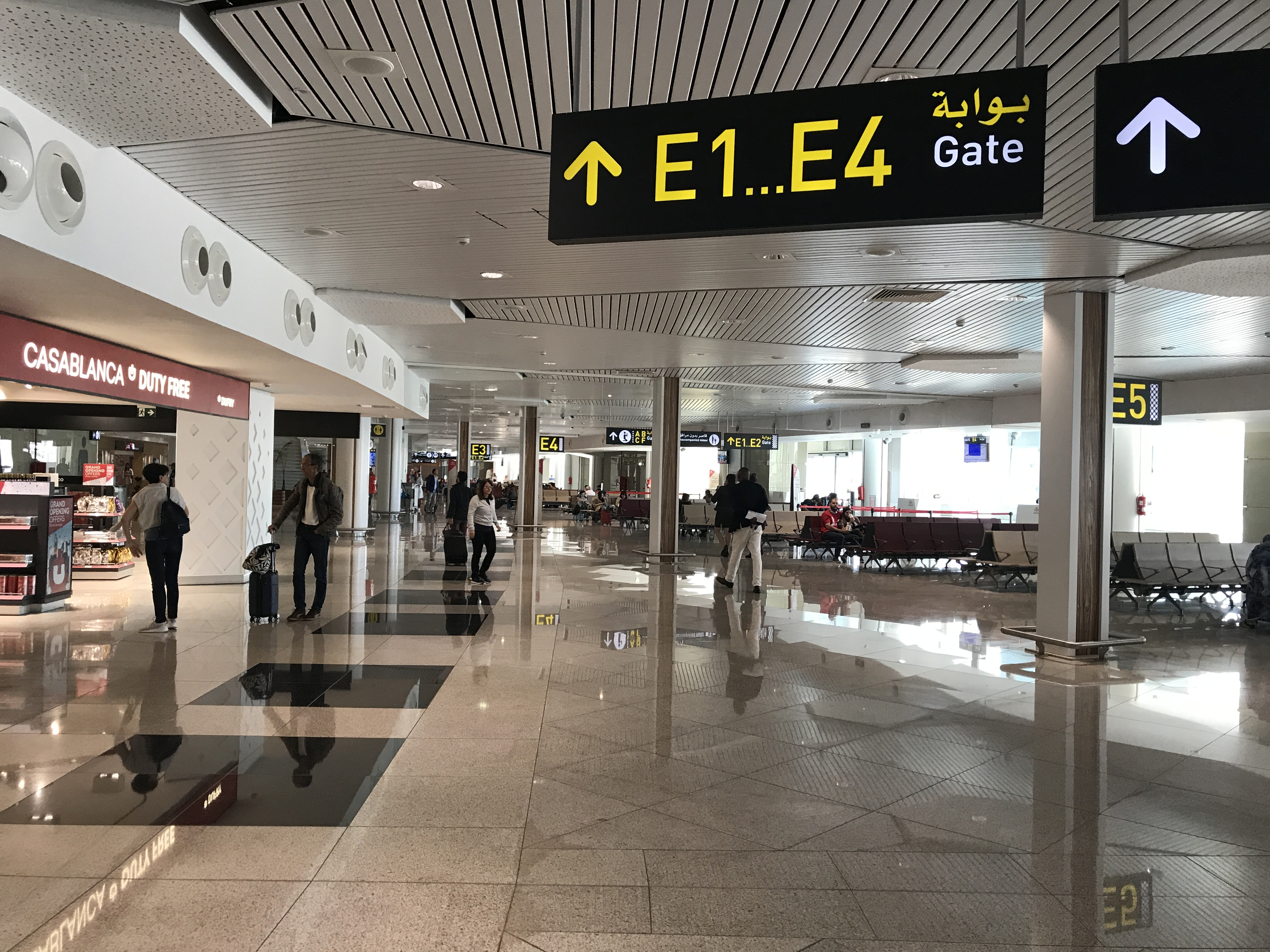
المحطة الجوية 1

### المحطة الجوية 1
تمتد على مساحة 000 76 متر مربع، وتتوفر على موقف سيارات بطاقة استعابية لـ 2075 سيارة، وقد تم تدشين مشروع تحديث وإعادة تهيئة المحطة الجوية 1 من طرف الملك محمد السادس في 21 يناير 2019، مما سمح برفع الطاقة الاستعابية للمطار من 7 ملايين مسافر إلى 14 مليون مسافر في السنة. هذه المحطة مزودة بأجهزة تكنولوجية متطورة تسمح للمسافرين بتسجيل أمتعتهم بأنفسهم، وهي مخصصة لرحلات الخطوط الملكية المغربية وشركائها.

### المحطة الجوية 2
تمتد على مساحة 66.000 متر مربع، تتوفر على موقف للسيارات يتسع لـ 2000 سيارة.

### المحطة الجوية 3
تمتد على مساحة 4.000 متر مربع، طاقتها الإستيعابية قدرها 400.000 مسافر، وتستعمل لرحلات الحج والعمرة.

## الاستعمال العسكري
يتوفر مطار محمد الخامس على مركز عمليات ومهبط مروحيات خاص بالبحرية الملكية، كما يتم إستخدامه من طرف الطائرات العسكرية الخاصة التي تنقل الشخصيات المهمة والوزراء، ويتم إستخدامه موسمياً من طرف طائرات القوات المسلحة الملكية بتعاون مع مؤسسة محمد الخامس للتضامن لنقل المعدات و المساعدات الغذائية للمناطق التي تحاصرها الثلوج.

## صالات المطار
- صالة زينيت الخطوط الملكية المغربية للرحلات الدولية (المحطة الجوية 1)
- صالة الخطوط الملكية المغربية للرحلات الدولية (المحطة الجوية 2)
- صالة الخطوط الملكية المغربية للرحلات الداخلية (المحطة الجوية 1)
- صالة ميدينا للرحلات الداخلية (المحطة الجوية 2)
- صالة بيرل للرحلات الدولية (المحطة الجوية 1)
- صالة بيرل للرحلات الدولية (المحطة الجوية 2)

## شركات الطيران

### الرحلات الداخلية
| شركات الطيران           | الرحلات الداخلية (آخر تحديث لهذه القائمة في 2023-12-01)                                                                          |
| ----------------------- | --- |
| الخطوط الملكية المغربية | تطوان - الحسيمة - طنجة - الرشيدية - ورزازات - زاكورة - فاس - وجدة - الناظور - مراكش - أكادير - كلميم - طانطان - العيون - الداخلة |

### الرحلات الدولية
| شركات الطيران           | الرحلات الدولية (آخر تحديث لهذه القائمة في 2023-12-01) |
| ----------------------- | --- |
| الخطوط الملكية المغربية | أوروبا: (لشبونة - بورتو - مالقة - إشبيلية - فالنسيا - مدريد - برشلونة - غران كناريا - تينريفي الجنوبي - بوردو - نيس - مارسيليا - مونبلييه - تولوز - ليون - نانت - ستراسبورغ - باريس ش د غ - باريس أورلي - ميلان - تورينو - البندقية - بولونيا - روما - جنيف - زيورخ - فرانكفورت - بروكسل - امستردام - لندن غاتوك - لندن هيثرو) أفريقيا: (تونس - القاهرة - نواكشوط - لواندا - برازافيل - كينشاسا - ليبرفيل - ياوندي - دوالا - مالابو - لاغوس - كوتونو - لومي - أكرا - أبيدجان نيامي - واغادوغو - باماكو - مونروفيا - فريتاون - كوناكري - بيساو - بانجول - داكار - برايا) آسيا: (دبي - الدوحة - جدة - المدينة - إسطنبول - تل أبيب) أمريكا الشمالية: (مونتريال - نيويورك - واشنطن - ميامي) |
| العربية للطيران المغرب  | نابولي - كاتانيا - البندقية - بولونيا - بيزا - ميلان - كونيو - مونبلييه - ليون - تولوز - برشلونة - مرسية - بروكسل - بازل - جنيف - إسطنبول صبيحة كوكجن |
| تاب برتغال              | لشبونة |
| الخطوط الجوية الفرنسية  | باريس ش د غ |
| لوفتهانزا               | فرانكفورت |
| أيبيريا                 | مدريد |
| ترانسافيا               | امستردام |
| ترانسافيا فرنسا         | باريس أورلي - نانت - ليون |
| توي فلاي بلجيكا         | باريس أورلي - ميتز نانسي - ليل - بروكسل |
| الخطوط الجوية التركية   | إسطنبول |
| بيغاسوس                 | إسطنبول صبيحة كوكجن |
| الخطوط التونسية         | تونس |
| مصر للطيران             | القاهرة |
| إير كايرو               | الإسكندرية |
| الخطوط الجوية السنغالية | داكار |
| الخطوط السعودية         | جدة - الرياض |
| طيران ناس               | المدينة - جدة |
| الموريتانية للطيران     | نواكشوط |
| طيران الإمارات          | دبي |
| الاتحاد للطيران         | أبوظبي |
| طيران الخليج            | البحرين |
| الخطوط الجوية الكويتية  | الكويت |
| طيران كندا              | مونتريال |

### الشحن الجوي

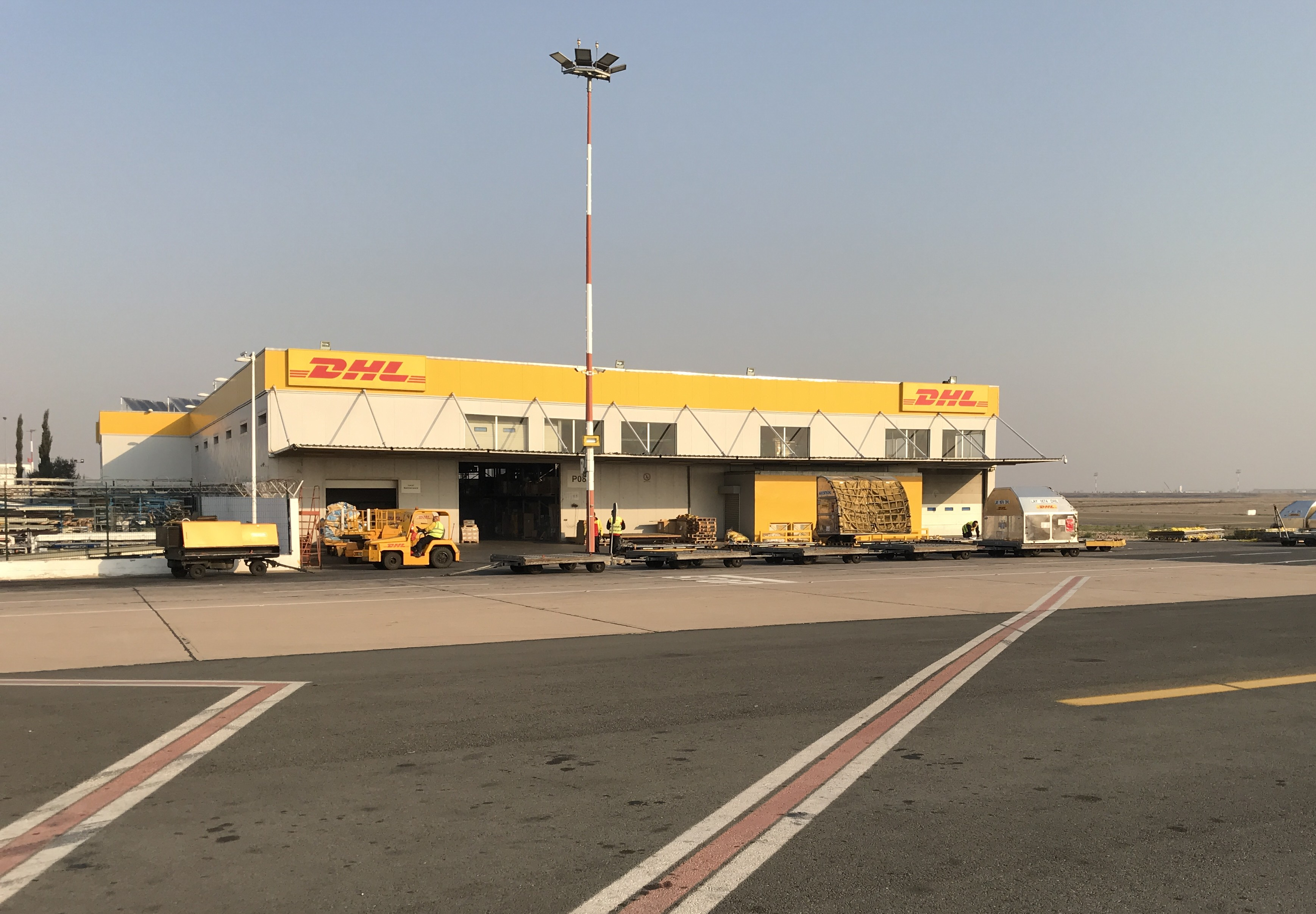
محطة الشحن الجوي لشركة دي إتش إل في مطار محمد الخامس الدولي

يعرف مطار محمد الخامس الدولي حركة مهمة للشحن الجوي، وفيما يلي قائمة الشركات التي تستخدم المطار في الشحن الجوي:
| شركات الطيران           | الوجهات                                        |
| ----------------------- | ---------------------------------------------- |
| الخطوط الملكية المغربية | نواكشوط - باماكو - واغادوغو - بروكسل - إسطنبول |
| دي إتش إل إكسبريس       |                                                |
| الخطوط الجوية التركية   | إسطنبول                                        |
| القطرية للشحن الجوي     |                                                |
| سويفت إير               | مدريد                                          |

## الوصول للمطار

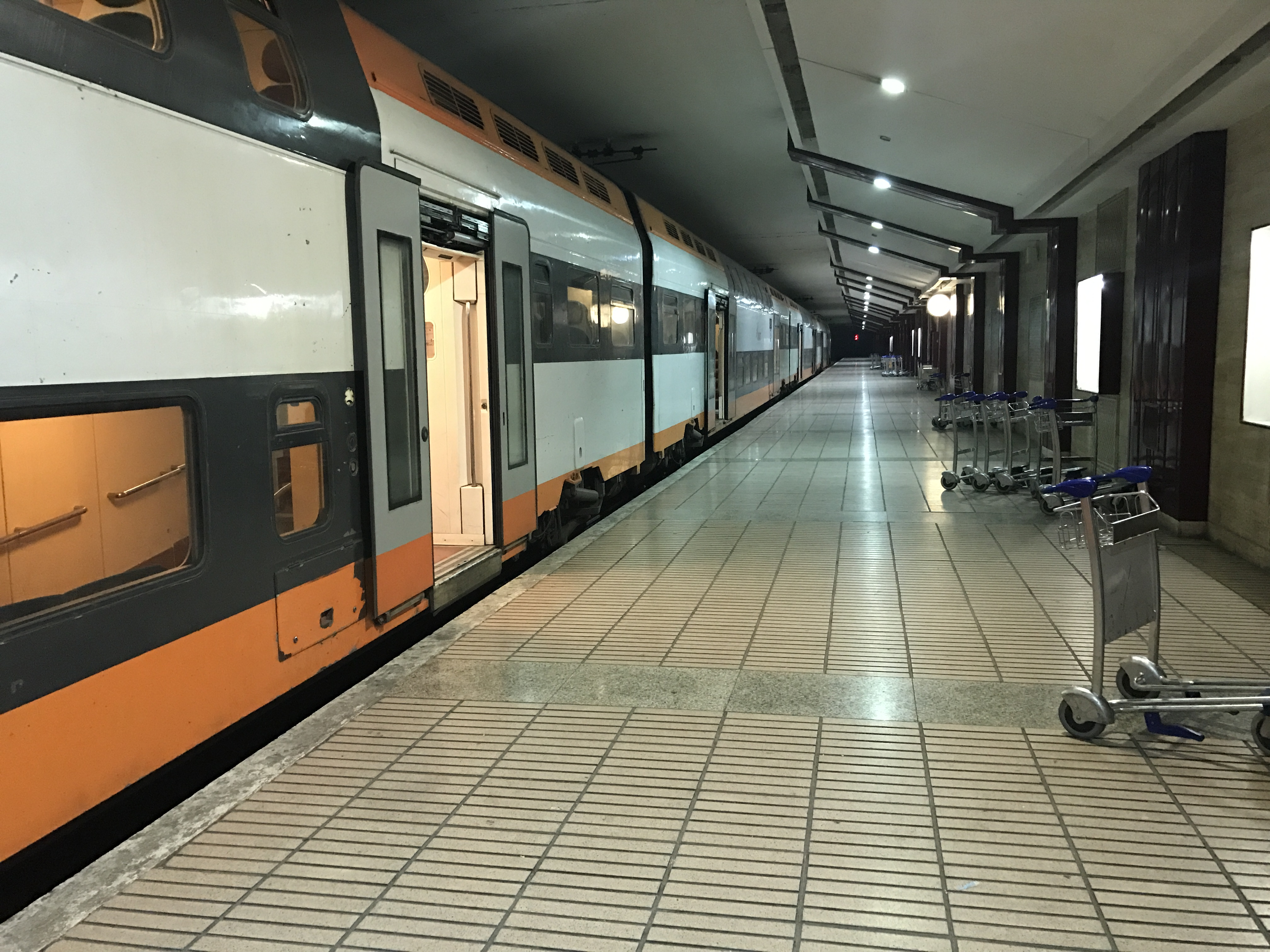
محطة القطار - مطار محمد الخامس الدولي

يرتبط المطار بالطريق السيار رقم A7 الرابط بين الدار البيضاء وأكادير، ويرتبط المطار بالسكة الحديدية حيث يُوجد في الطابق السفلي للمطار محطة القطار التي تربط بينه وبين محطة القطار الدار البيضاء الميناء التي توجد بوسط مدينة الدار البيضاء عن طريق خط البيضاوي مُروراً بكل من محطتي الوازيس، و الدار البيضاء المُسافرين، كما تتم رحلات القطار تقريبا كل نصف ساعة، ويمكن للمُسافرين القاصدين للمدن الأخرى تغيير القطار في محطة القطار الدار البيضاء المسافرين.
يُمكن الوصول للمطار أيضاً عبر الرحلات الجوية الداخلية التي تربط بينه وبين 15 مطاراً في المغرب.

## إحصائيات

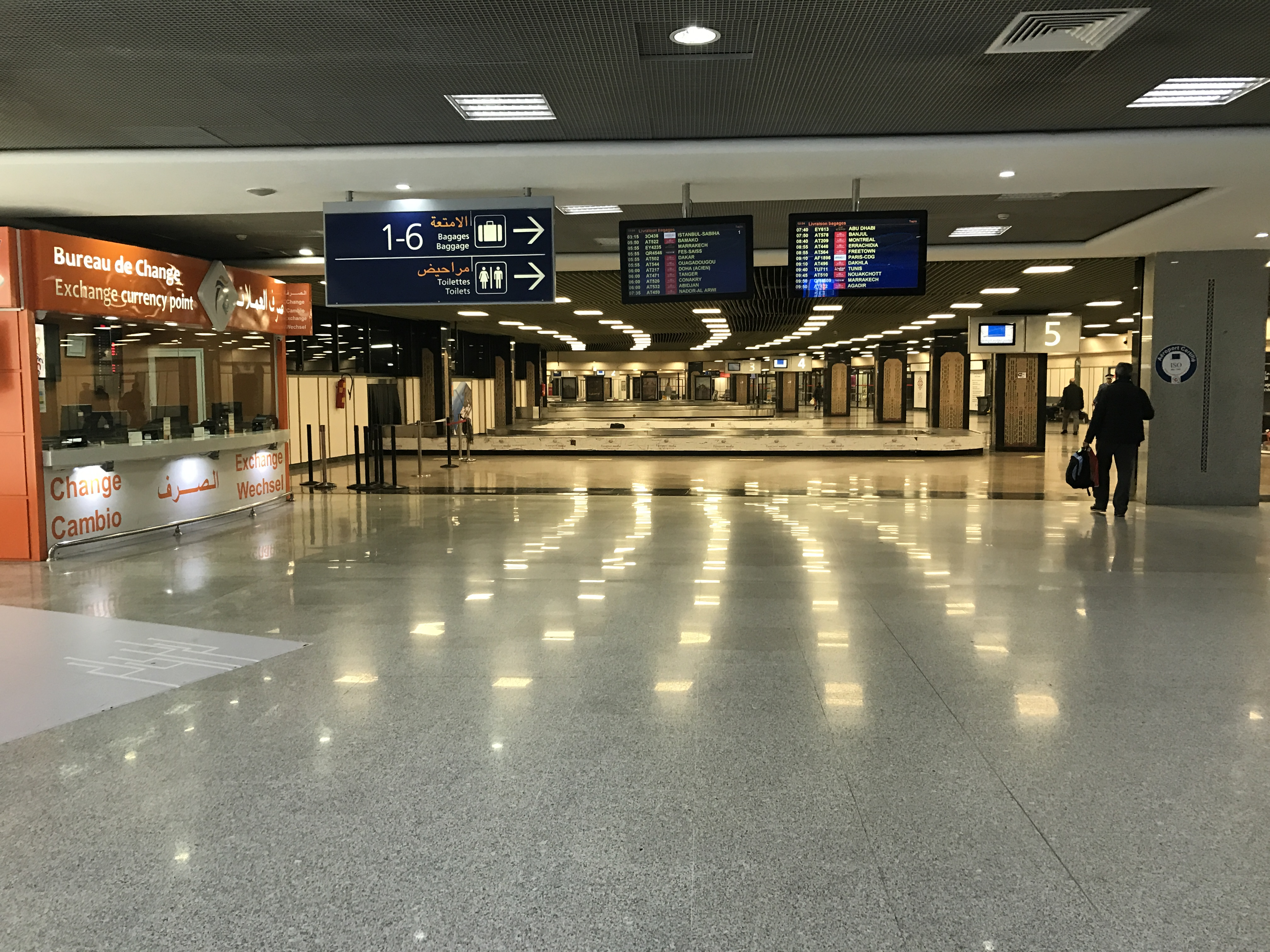
منطقة الوصول - مطار محمد الخامس الدولي

حركة المسافرين:
| 2012      | 2013      | 2014      | 2015      | 2016      | 2017      | 2018      | 2019       | 2020      | 2021      | 2022      |
| --------- | --------- | --------- | --------- | --------- | --------- | --------- | ---------- | --------- | --------- | --------- |
| 331 186 7 | 751 559 7 | 705 971 7 | 031 178 8 | 474 616 8 | 861 364 9 | 044 732 9 | 293 306 10 | 902 994 2 | 015 150 4 | 643 637 7 |
|           | ▲         | ▲         | ▲         | ▲         | ▲         | ▲         | ▲          | ▼         | ▲         | ▲         |

## تصنيف
حصل مطار الدار البيضاء، بخمسة جوائز في إطار التصنيف الدولي ASQ-ACI لجودة الخدمات المطارية لسنة 2023، استنادا إلى تصويت المسافرين الذين قاموا بتقييم جودة الخدمات المطارية بمختلف جهات العالم.